# (1101) Clematis
(1101) Clematis és un asteroide que forma part del cinturó exterior d'asteroides i va ser descobert per Karl Wilhelm Reinmuth el 22 de setembre de 1928 des de l'observatori de Heidelberg-Königstuhl, a Alemanya.
Inicialment va ser designat com 1928 SJ. Més endavant es va anomenar per la Clematis, un gènere de plantes de la família de les ranunculàcies.
Clematis està situat a una distància mitjana del Sol de 3,232 ua, podent acostar-se fins a 2,98 ua i allunyar-se fins a 3,484 ua. Té una inclinació orbital de 21,42° i una excentricitat de 0,07796. Empra 2122 dies a completar una òrbita al voltant del Sol.